# Sitio de Tortosa (1708)
El Sitio de Tortosa fue uno de los episodios de la Guerra de Sucesión Española, en la que los borbónicos tomaron definitivamente Tortosa y como consecuencia Ares del Maestre, en el marco de la toma del Reino de Valencia.

## Antecedentes
Previendo la muerte de  Carlos II sin descendencia, las principales potencias europeas propusieron un príncipe elector de Baviera, con el consiguiente reparto de posesiones entre estas potencias. Pero Carlos II en el último testamento antes de morir propone a Felipe de Anjou. Felipe entró en Barcelona el 2 de octubre y las Cortes finalmente se cierran el 14 de enero de 1702 con el juramento de las constituciones catalanas por el Rey. Los aliados proponen el Archiduque Carlos y empiezan las hostilidades. La elección de Carlos era clara por parte de los reinos de la Corona de Aragón, ya que respetaban los fueros y la estructura política; en cambio los borbónicos no lo harían, ya que tenían la intención de imponer el sistema absolutista francés, que más tarde sería vital para la centralización y unificación de la península con la consagración de los Borbones como dinastía real.
Los británicos tomaron Gibraltar y en agosto de 1705 el archiduque embarca en Lisboa en dirección al Mediterráneo. Se detiene a Altea donde fue proclamado Rey y la revuelta valenciana de los maulets se extendió liderada por Juan Bautista Basset. Mientras tanto, y espoleados constantemente por el príncipe Jorge de Darmstadt, pelotones armados cierraron el paso de los borbónicos a la Plana de Vich y en la  Batalla de Montjuic capturaron la fortaleza, que fue fortalecida y usada para bombardear la ciudad de Barcelona que, rodeada de las tropas aliadas de Lord Peterborough capituló el 9 de octubre de 1705, por lo que el 22 de octubre entró en Barcelona el Archiduque Carlos; el 7 de noviembre de 1705 juró las constituciones catalanas y fue nombrado Carlos III. Lord Peterborough avanzaba hacia Valencia a finales de año y el archiduque controlaba la mayor parte de Cataluña y el Reino de Valencia.
Entretanto, los borbones se reorganizan y su ejército avanzó por tierra desde Lérida y Gerona, y por el mar, en dirección a Barcelona. Felipe V había perdido los territorios de las  Provincias Unidas, Milán y el Reino de Nápoles. Sin embargo, los felipistas recibían refuerzos castellanos y tropas comandadas por el Duque de Berwick y forzaron al ejército austracista a abandonar Madrid y refugiarse en Valencia. El ejército aliado se retiró fustigado por el ejército borbónico; finalmente deciden plantar cara y forman sus ejércitos ante Almansa, donde son derrotados.
Las tropas borbónicas se separaron en dos brazos, el del Duque de Berwick avanzó por el Reino Valenciano y tomó el 8 de mayo  Requena, Buñol y Valencia sin resistencia, y la de  François Bidal de Asfeld se ocupó de tomar el sur, con sus objetivos a Játiva, Gandia y Alcoy.

## El sitio
La ciudad estaba defendida por la coronela de Tortosa y dirigida por el procurador primero de la Ciudad de Tortosa Ignacio Minguella y el teniente coronel Francisco Montagut.
Se estableció el asedio el 9 de junio. Los 30 000 soldados comandados por Felipe II de Orleans lograron entrar en la ciudad el 15 de julio no antes de duros combates. El 8 de julio el comandante austracista firmó las capitulaciones y entre las condiciones se le imponía la entrega de la ciudadela de Ares (Castellón), que estaba sufriendo otro sitio.

## Consecuencias
Con la toma de Ares se completaba la conquista del Reino de Valencia, con la excepción de Alicante que resistió hasta 1709. El castillo fue arrasado después de su abandono en julio de 1708. En diciembre de 1708 las tropas austracistas del conde Guido Starhemberg intentaron infructuosamente recuperar la ciudad de Tortosa, que se convirtió en la base de operaciones de un poderoso ejército borbónico que se lanzó a la conquista del Principado de Cataluña.